# 千葉勝利
千葉 勝利（ちば　かつとし、1971年9月14日 - ）は、日本、北海道出身の元スキージャンプ選手で、現在スキージャンプコーチ。　同学年に東輝、野呂田義一、鶴巻信也、森敏らがいる。血液型はA型。愛称は「バッチ」。

## プロフィール
札幌市立宮の森中学校－東海大四高－日本大学経済学部
大学卒業後の1994年、翌年に国体を控えた福島県スキー連盟のスキージャンプ強化選手として採用され福島県体育協会勤務。1995年全日本スキー選手権大会（白馬ジャンプ競技場）ではラージヒルを制する。期待された国体では4位だった。
1995年、東洋実業グループ入社。入社1年目のUHB杯サマージャンプ大会では2本目に14人抜きで逆転優勝を果たす。
1994/95シーズンはコンチネンタルカップで165ポイントを獲得し総合57位、1995/96シーズンは271ポイントを獲得して27位となった。
1998年の長野オリンピックではテストジャンパーの一員として競技運営をサポートした。
スキージャンプ・ワールドカップでは1999年1月23日札幌・大倉山での7位が最高位。 
2000/01シーズンのコンチネンタルカップ総合では自己最高の25位となったが、2001年3月24日の伊藤杯シーズンファイナル大倉山ナイタージャンプ大会を最後に現役引退。その前日伊藤杯 宮の森ナイタージャンプ大会では現役最後の優勝を飾った。
2002年より札幌国際ビル（株）に入社、サッポロノルディックスキークラブコーチに就任。 主に札幌ジャンプ少年団のジャンプ技術指導で選手の発掘・育成・強化にあたっている。
2004年からは全日本スキー連盟ジャンプJr.コーチとしても若手を育成している。

## 主な優勝
- 1994.02.18(金)  第49回国民体育大会冬季大会(みやぎ鳴子国体)成年A優勝
- 1994.12.17(土)  第25回名寄ピヤシリジャンプ大会成年組優勝
- 1995.01.29(日) 第2回NBS杯ジャンプ大会兼第73回全日本スキー選手権ラージヒル優勝
- 1995.07.29(土)  '95UHB杯サマージャンプ大会優勝
- 1996.01.07(日)  第37回雪印杯全日本ジャンプ大会成年組優勝
- 1997.03.12(水)  第9回国際蔵王ジャンプ大会山形市長杯杯 兼1997FISコンチネンタルカップジャンプ大会優勝
- 1999.03.07(日)  第70回宮様スキー大会国際競技会ラージヒル優勝
- 2001.03.15(木)  第13回国際蔵王ジャンプ大会NHK杯兼FISコンチネンタルカップジャンプ大会2001
- 2001.03.23(金) 第25回伊藤杯 宮の森ナイタージャンプ大会優勝